# Куценко Олексій Олександрович
Олексі́й Олекса́ндрович Куце́нко — старший солдат Збройних Сил України, учасник російсько-української війни, що загинув у ході російського вторгнення в Україну в 2022 році.

## Життєпис
Народився 1 вересня 1990 року в м. Житомирі. Закінчив Житомирську загальноосвітню школу № 28. З початком повномасштабного російського вторгнення в Україну військову службу ніс у складі 95-ї окремої десантно-штурмової бригади.
Загинув 16 березня 2022 року в ході російського вторгнення в Україну в 2022 році. Похований 23 березня 2022 року на Смолянському військовому кладовищі в м. Житомирі.

## Родина
Залишилися дружина й маленький син.

## Нагороди
- орден «За мужність» III ступеня (2022, посмертно) — за особисту мужність і самовіддані дії, виявлені у захисті державного суверенітету та територіальної цілісності України, вірність військовій присязі.